# Fernstraßenausbaugesetz
Das Gesetz über den Ausbau der Bundesfernstraßen (Fernstraßenausbaugesetz, FStrAbG) erklärt den Bau und Ausbau der Bundesfernstraßen zu Hoheitsaufgaben des Bundes. Das Netz der Bundesfernstraßen wird nach dem Bedarfsplan für die Bundesfernstraßen ausgebaut, der dem Gesetz als Anlage beigefügt ist. Die in den Bedarfsplan aufgenommenen Bau- und Ausbauvorhaben entsprechen den Zielsetzungen des § 1 Abs. 1 des Bundesfernstraßengesetzes.
Der Ausbau erfolgt nach Stufen, die im Bedarfsplan bezeichnet sind, und nach Maßgabe der zur Verfügung stehenden Mittel. Dem aktuellen Bedarfsplan liegt der Bundesverkehrswegeplan 2030 zugrunde.
Über den Fortschritt der im Bedarfsplan für die Bundesfernstraßen aufgelisteten Projekte berichtet das Bundesministerium für Verkehr und digitale Infrastruktur jährlich dem Deutschen Bundestag im Verkehrsinvestitionsbericht.

## Umfang
Das Gesetz besteht aus neun Paragraphen und einer umfangreichen Anlage. 

## Änderungen
Das Gesetz wurde zuletzt 2023 geändert.